# Jan Rajevski
Jan Rajevski (* 19. September 1987) ist ein estnischer Eishockeyspieler, der seit 2009 beim Trelleborgs IF in der schwedischen Division 3 unter Vertrag steht. Sein Bruder Mark Rajevski spielt auf der Position des Torwarts und ist ebenfalls estnischer Nationalspieler.

## Karriere

### Club
Jan Rajewski begann seine Karriere als Eishockeyspieler in seiner estnischen Heimat bei den Tallinn Stars, mit denen er in seinem ersten Jahr in der Meistriliiga auf Anhieb Estnischer Meister wurde. Einzelne Spiele absolvierte er auch für Kohtla-Järve Viru Sputnik. 2005 wechselte er nach Estland um sich in der dortigen „Daugavpils Ledus Skola“, für die er auch in der lettischen U-18-Liga spielte, weiterzubilden. Anschließend spielte er 2006/07 bei den Tallinna Eagles.
Als 2007 mit den Tartu Big Diamonds eine estnische Mannschaft für die Teilnahme an der Lettischen Eishockeyliga gegründet wurde, unterschrieb der Stürmer dort einen Vertrag. Aber schon nach einem Jahr musste das Projekt aus finanziellen Gründen aufgegeben werden und Rajevski wechselte zum finnischen Viertligisten ValKi. Ab 2009 spielte er beim unterklassigen schwedischen Verein Varberg HK, den er 2011 von der fünftklassigen Division 3 in die Division 2 führte. Nach dem erneuten Aufstieg, nun in die Division 1, verließ er 2014 Varberg und wechselte zum Trelleborgs IF in die Division 3.

### International
Für Estland nahm Rajevski im Juniorenbereich an der Division II der U18-Junioren-Weltmeisterschaften 2003, 2004 und 2005 sowie der Division I der U20-Junioren-Weltmeisterschaften 2005 und 2007 und der Division II der U20-Junioren-Weltmeisterschaften 2006 teil. 
Sein Debüt für die Herren-Nationalmannschaft gab er bei der Weltmeisterschaft der Division I 2008, bei der das estnische Team nach einem 1:2 nach Penalty-Schießen gegen Kroatien den Abstieg hinnehmen musste. Seine nächste WM-Teilnahme erlebte Rajevski erst 2013, als die Esten – nach zwischenzeitlich erfolgtem Wiederaufstieg – erneut aus der Division I abstiegen. Auch sein Tor im ersten Drittel zum zwischenzeitlichen 1:1 im entscheidenden Spiel gegen die Litauer konnte schlussendlich die klare 3:12-Niederlage nicht abwenden.

## Erfolge und Auszeichnungen
- 2005 Estnischer Meister mit den Tallinn Stars
- 2011 Aufstieg in die schwedische Division 2 mit dem Varberg HK
- 2014 Aufstieg in die schwedische Division 1 mit dem Varberg HK